# Giannis Fertis
Giannis Fertis (,Atenas , 21 de abril de 1938 -  Atenas ,14 de abril de 2024) fue un actor y cantante griego, conocido por sus numerosos papeles protagónicos tanto en cine como en teatro y televisión.

## Reseña biográfica
Provenía del pueblo montañoso de Dafni en la prefectura de Ftiótide. Se graduó en la Escuela de Artes Teatrales Karolos Koon en 1958. Su primera esposa fue la actriz Xenia Kalogeropoulou de 1963 a 1972 y la segunda la actriz Mimi Denisi de 1981 a 1988. Desde 2001 hasta su muerte estuvo casado con la actriz Marina Psalti.
Murió el 14 de abril de 2024, una semana antes de su cumpleaños 86. Su funeral se celebró en el Primer Cementerio de Atenas el 16 de abril. Fue enterrado en su lugar de nacimiento, Dafni.

## Filmografía
Actuaciones en cine y televisión:
- Oi sklavoi sta desma tous (2008)
- Hlektra (2007)
- Oi istories tou astynomou Beka (2007)
- Mov-Roz (2005-2006)
- Mou leipeis (2005-2006)
- Oneira glyka (2002)
- Vendetta (1999)
- Vios anthospartos (1998-1999)
- O glaros (1998)
- Vyssinokipos (1998)
- Daneistes (1998)
- Prodosia (1996)
- To kokkino feggari (1994)
- Skies pano apo tin poli (1994)
- O episkeptis tis omihlis (1991-1992)
- To theatro tis Defteras (1991)
- Adiorthoti Elsa (1991)
- To tyhero mou asteri (1988-1989)
- Horis flas (1986)
- Ermoupoli, i proti poli tou Aigaiou diigeitai (1984)
- Ypogeia diadromi (1983)
- To eftyhismeno prosopo tis Leonoras (1982)
- Oi athlioi ton Athinon (1980-1981)
- I daskala me ta hrysa matia (1979)
- O symvolaiografos (1979-1980)
- I theatrina (1977)
- Athanates istories agapis (1976-1977)
- Antartes ton poleon (1972)
- Oi egoistes (1972)
- Ypovryhion: Papanikolis (1971)
- Aftoi pou milisan me ton thanato (1970)
- Agapi gia panta (1970)
- Adynamies (1969)
- To nyfopazaro (1969)
- Ena koritsi alloiotiko ap' t' alla (1968)
- Kardia pou lygise apo ton pono (1968)
- O megalos dihasmos (1968)
- I ora tis dikaiosynis (1967)
- Katara ein' o horismos (1967)
- Ap' ta Ierosolyma me agapi (1967)
- Poniros praktor Karagiozis (1966)
- Me ti lampsi sta matia (1966)
- O zestos minas Avgoustos (1965)
- Egateleipsi (1965)
- The Roundup (1965)
- Sti skia mias allis (1964)
- O aniforos (1964)
- Electra (1962)
- Agapi kai thyella (1961)
- Poia einai i Margarita (1961)